# Vatikán világörökségi helyszínei
A Vatikán területéről eddig két helyszín került fel a világörökségi listára.
| | Róma történelmi központja |
| Olaszország és Vatikán közös világörökségi helyszíne |                           |
| 1980, kiterjesztés: 1990, kisebb módosítás: 2015 |                           |
| Kulturális (I)(II)(III)(IV)(VI) |                           |
| Védett terület: 1431 ha, hivatkozás: 91 |                           |
| A világörökségi helyszín eredetileg Róma ókori és középkori történelmének épületeit és műemlékeit foglalta magába. 1990-ben kiterjesztették, így ma az Olaszországhoz és a Vatikánhoz egyaránt tartozó helyszín része Róma történelmi központja, a Vatikán területen kívüli birtokai és a San Paolo fuori le mura-bazilika. A város történelmi központjának legfontosabb műemlékei a Forum Romanum, Augustus és Hadrianus császárok mauzóleumai, a Colosseum, Constantinus diadalíve, a Pantheon, valamint a középkori és a barokk Róma templomai és épületei. A Vatikán államot létrehozó, az Olaszország és a Szentszék között 1929-ben aláírt lateráni egyezmény szerint a Szentszék tulajdonában maradt több épület, a közös jelölésnek köszönhetően az Aurelianus-féle falakon belül levő történelmi központ teljes egészében a világörökség része lett. A Vatikán területen kívüli épületei, melyek a világörökség részét képezik a következők: Lateráni Palota,Scala Santa San Giovanni in Laterano-bazilika,San Paolo fuori le mura bazilika és kolostor,Santa Maria Maggiore bazilika,Palazzo di San Callisto,Palazzo della Cancelleria ,Palazzo di Propaganda Fide,Palazzo Maffei ,Palazzo dei Convertendi,Palazzo detto dei Propilei,Palazzo Pio ,Palazzo del Santo Uffizio és a Gianicolo dombon található házak |                           |

| | Vatikán |
| 1984 |         |
| Kulturális (I)(II)(IV)(VI) |         |
| Védett terület: 44 ha, hivatkozás: 286 |         |
| A Szent Péter-bazilikát, a Szent Péter teret és a Vatikáni Palotát magába foglaló Vatikánváros a keresztény világ egyik legszentebb helye és egyben a vallásos művészet egyik központja is. A Szentszék és Olaszország között 1929-ben aláírt lateráni egyezmény szerint a független Vatikán kevesebb mint 0,5 négyzetkilométer felett rendelkezik. Legfontosabb épülete, a Szent Péter-bazilika azon a helyen áll, ahol Péter apostolt a hagyomány szerint eltemették. A jelenleg látható épület már a második ugyanazon a helyen, az első templomot a 4. század első felében emelték. A mostani templom építése 1506-ban, II. Gyula pápa idejében kezdődött, 1667-ben fejeződött be és a kor leghíresebb művészei, Bramante, Michelangelo, Raffaello és Bernini dolgoztak rajta. A bazilika előtti kettős oszlopsorral határolt azonos nevű tér Bernini tervei szerint épült a 17. század közepén. A Vatikáni Palota hosszú építkezési folyamat eredménye, amely során a középkortól kezdve az egymást követő pápák igyekeztek felülmúlni elődeiket. Az épületegyüttes a pápa hivatalos rezidenciája, emellett itt találhatók a Vatikáni Múzeumok, amelyeknek legismertebb része a Sixtus-kápolna Michelangelo freskóival. |         |